# Myotis armiensis
Myotis armiensis — вид рукокрилих ссавців з родини лиликових.

## Таксономічна примітка
Таксон нещодавно описаний.

## Поширення
Країни проживання: Коста-Рика, Панама, Еквадор.